# Jevhen Hucalo
Jevhen Pylypovyč Hucalo (rusky Jevgenij Filippovič Gucalo; 14. ledna 1937 Novožyvotiv – 4. července 1995 Kyjev) byl ukrajinský spisovatel.
Pocházel z učitelské rodiny. V roce 1959 absolvoval pedagogický institut v Nižynu. Pracoval jako novinář a nakladatelský redaktor, v roce 1962 vydal první sbírku povídek a stal se členem Svazu spisovatelů Ukrajiny. Patřil ke generaci debutující v šedesátých letech, která se odklonila od socialistického realismu, zaměřil se na lyrické a psychologické prózy z venkovského prostředí. Psal také filmové scénáře, dětské knihy a poezii (jeho básně zhudebnil Oleksandr Bilaš). V roce 1985 mu byla udělena Ševčenkova cena.
V češtině vyšly výbory z jeho povídkové tvorby Jablka z podzimní zahrady a Předtucha radosti. Podle jeho povídky Ivan natočil Zdeněk Tyc film Vojtěch, řečený sirotek.